# 桜井洋平
桜井 洋平（さくらい ようへい、1977年3月14日 - ）は、日本の男性元キックボクサー。茨城県石岡市出身。NJKFバンタム級、初代NKBフェザー級、ライト級、初代WFCAムエタイ世界ライト級王者。2010年に現役を引退。現役時代はBombo-Freely（ボンボフリーリー）所属で、現在も同ジムの代表を務める。NJKFスーパーバイザー。

## 来歴

### プロデビュー
1997年7月21日にNJKFでプロデビュー。高橋伸浩と対戦し、1R1:35KOで勝利し、デビュー戦を白星で飾った。

### 日本王座獲得
2000年7月7日、NJKF主催「Millennium Wars 5」のNJKFバンタム級王座決定戦で中島昇と対戦し、3-0の判定勝ちで王座を獲得した。
2002年9月8日、NJKF主催「DREAM RUSH 6」のNKB統一トーナメントフェザー級王者決定戦（決勝戦）で、TURBO（APKFフェザー級1位）と対戦。1R終了直前に、TURBOをロープ際に追い詰めて、右ハイキックでダウンを奪うと、5R判定3-0(50-47, 50-47, 49-46)で下し、初代王者になった。その後、孫悟空丸山に勝利し初防衛を果たすと、翌年2003年10月に王座を返上した。

### 初の世界戦
2004年1月18日のNJKF主催「X-DUEL I 〜終わりなき決戦〜」で行われたWMC世界スーパーフェザー級タイトルマッチ（3分5R）で、サガーオトーン・ペットノンヌット（タイ/王者、ラジャダムナン・スタジアム同級10位）と対戦。1R中盤にパンチの連打を喰らってダウンを喫すると、直後に左ストレートを受け、1R2:18でKO負けした。勝ったサガーオトーンは初防衛に成功した。なお、試合前に2003年度の表彰式が行われ、MVPに選ばれたばかりだった。11月23日に行われたNJKF主催「X-DUEL IX 〜終わりなき決戦〜」のNKBライト級タイトルマッチで、飯田誠一（王者）と対戦。膝蹴りで3度ダウンを奪い、1R2:34KO勝ちし、新王者になった。その後、自身の所属するNJKFが、NKBを脱退したため、2005年初旬に王座を返上。代わりに、NJKFライト級王者に認定された。
2005年1月22日に行われた、NJKF主催「INFINITE CHALLENGE I 〜無限の挑戦〜」の桜井のランキング入りを賭けたWMCスーパーフェザー級ランキング戦で、デンチャイ・トー・シィラチャイ（タイ/WMC同級世界8位、ラジャダムナン・スタジアム同級8位）と対戦。2Rのローキックを貰い、トランクスの裾を上げようと手を下ろした瞬間、右ストレートを貰いダウンを喫した。その後、攻略の糸口を掴めず、5R判定3-0で敗北した。7月23日にNJKF主催「INFINITE CHALLENGE VII 〜無限の挑戦〜」のNJKFライト級タイトルマッチで、山本雅美（同級2位）を5R判定2-0で下し、初防衛に成功した。ジャッジの1人がドローで、残り2人の採点が1点差という薄氷の勝利だった。
2006年7月から始まった、ニュージャパンキックボクシング連盟60kgトーナメントである真王杯で、7月の１回戦でＴＵＲＢＯ、9月の準決勝で大宮司進を右ストレート、11月の決勝で中須賀芳徳を肘で切り裂いて、全３試合とも1ラウンドＫＯもしくはＴＫＯで優勝。
2007年11月、アタチャイ・フェアテックスにＫＯ負け。

### 世界王座獲得
2008年5月11日に東京・後楽園ホールで開催されたNJKF主催「START OF NEW LEGEND V 〜新伝説の始まり〜」のWFCAムエタイ世界ライト級初代王者決定戦に出場し、カリム・エル・オスロウティ（オランダ/WFCAタイボクシング・オランダ・ジュニアウェルター級王者）と対戦。両者は、今回が再戦だった。顎への右肘打ちで1R1:09KOで勝利し、初代王者になった。WFCAのムエタイ部門の王座を獲得した初の日本人となった。
2008年11月、山本元気にＫＯ負け。
2010年8月1日、NJKF主催「熱風 零七 〜桜井洋平FINAL」で行なわれた引退試合で羅紗陀と対戦。3R・4Rに左肘打ちでダウンを奪った上で3-0の判定勝ちを収めた。
2010年10月、NJKFのスーパーバイザーに就任したことが発表された。

## 戦績
| キックボクシング 戦績 | キックボクシング 戦績 | キックボクシング 戦績 | キックボクシング 戦績 | キックボクシング 戦績 | キックボクシング 戦績 | キックボクシング 戦績 |
| --------------------- | --------------------- | --------------------- | --------------------- | --------------------- | --------------------- | --------------------- |
| 40 試合               | (T)KO                 | 判定                  | その他                | 引き分け              | 無効試合              |                       |
| 28 勝                 | 14                    | 14                    | 0                     | 4                     | 0                     |                       |
| 8 敗                  | 6                     | 2                     | 0                     | 4                     | 0                     |                       |

| 勝敗 | 対戦相手                             | 試合結果                                  | 大会名 | 開催年月日     |
| ○    | 羅紗陀                               | 5R終了 判定3-0                            | ニュージャパンキックボクシング連盟「熱風 零七 〜桜井洋平FINAL」                                                             | 2010年8月1日   |
| ×    | 水落洋祐                             | 2R 2:55 KO（2ノックダウン：左フック）     | Krushライト級グランプリ2009 〜開幕戦 Round.2〜【1回戦】                                                                     | 2009年8月14日  |
| ×    | 山本元気                             | 3R 1:34 KO（右フック）                    | 全日本キックボクシング連盟「Krush! 〜Kickboxing Destruction〜」                                                             | 2008年11月8日  |
| ○    | カリム・エル・オスロウティ           | 1R 1:09 KO（右肘打ち）                    | ニュージャパンキックボクシング連盟「START OF NEW LEGEND V 〜新伝説の始まり〜」 【WFCAムエタイ世界ライト級初代王者決定戦】   | 2008年5月11日  |
| ×    | アタチャイ・フェアテックス           | 3R 2:00 KO（3ダウン：左ボディブロー）     | ニュージャパンキックボクシング連盟 「FIGHTING EVOLUTION 〜進化する戦い 13th〜 The Last Supper 最後の晩餐」                  | 2007年11月23日 |
| ○    | 山本雅美                             | 5R終了 判定3-0                            | ニュージャパンキックボクシング連盟「FIGHTING EVOLUTION III 〜進化する戦い〜」 【NJKFライト級タイトルマッチ】                | 2007年3月18日  |
| ○    | 中須賀芳徳                           | 1R 0:37 TKO（ドクターストップ：額カット） | ニュージャパンキックボクシング連盟 真王杯 55kg・60kg オープントーナメント（ADVANCE X 〜前進〜） 【真王杯 60kg級 決勝】      | 2006年11月23日 |
| ○    | 大宮司進                             | 1R 0:56 KO（右ストレート）                | ニュージャパンキックボクシング連盟 真王杯 55kg・60kg オープントーナメント（ADVANCE VIII 〜前進〜） 【真王杯 60kg級 準決勝】 | 2006年9月24日  |
| ○    | TURBΦ                                | 1R 1:19 TKO（ドクターストップ：額カット） | ニュージャパンキックボクシング連盟 真王杯 55kg・60kg オープントーナメント（ADVANCE VII 〜前進〜） 【真王杯 60kg級 1回戦】   | 2006年7月22日  |
| ○    | カリム・エル・オスロウティ           | 4R 2:36 KO（右ボディストレート）          | ニュージャパンキックボクシング連盟「ADVANCE IV 〜前進〜」                                                                   | 2006年5月3日   |
| ○    | デビッド・フェルナンデス             | 1R 1:12 KO（3ダウン：膝蹴り）             | ニュージャパンキックボクシング連盟「INFINITE CHALLENGE X 〜無限の挑戦〜」                                                   | 2005年11月20日 |
| ○    | 山本雅美                             | 5R終了 判定2-0                            | ニュージャパンキックボクシング連盟「INFINITE CHALLENGE VII 〜無限の挑戦〜」 【NJKFライト級タイトルマッチ】                  | 2005年7月23日  |
| ×    | デンチャイ・トー・シィラチャイ       | 5R終了 判定0-3                            | ニュージャパンキックボクシング連盟「INFINITE CHALLENGE I 〜無限の挑戦〜」                                                   | 2005年1月22日  |
| ○    | 飯田誠一                             | 1R 2:34 KO（3ダウン：膝蹴り）             | ニュージャパンキックボクシング連盟「X-DUEL IX 〜終わりなき決戦〜」 【NKBライト級タイトルマッチ】                            | 2004年11月23日 |
| ○    | ソムチャーイ高津                     | 1R 1:17 KO（右フック）                    | ニュージャパンキックボクシング連盟「X-DUEL VI 〜終わりなき決戦〜」                                                          | 2004年8月8日   |
| ×    | ワチャラチャイ・ゲーオサムリット     | 3R 2:35 TKO（タオル投入）                 | ニュージャパンキックボクシング連盟「X-DUEL IV 〜終わりなき決戦〜」                                                          | 2004年5月2日   |
| ×    | サガーオトーン・ペットノンヌット     | 1R 2:18 KO（左ストレート）                | ニュージャパンキックボクシング連盟「X-DUEL I 〜終わりなき決戦〜」 【WMCスーパーフェザー級タイトルマッチ】                   | 2004年1月18日  |
| △    | マンコン・ローイェルマーブタープット | 5R終了 判定0-0                            | ニュージャパンキックボクシング連盟「VORTEX X 〜旋風〜」                                                                     | 2003年11月9日  |
| ○    | アナンタデート・モンソンクラーム     | 1R 1:15 TKO（レフェリーストップ：カット） | ニュージャパンキックボクシング連盟「VORTEX VII 〜旋風〜」                                                                   | 2003年7月6日   |
| ○    | ワンロップ・バブウェッサー           | 5R終了 判定3-0                            | ニュージャパンキックボクシング連盟「VORTEX II 〜旋風〜」                                                                    | 2003年3月9日   |
| ○    | 孫悟空丸山                           | 1R 1:36 KO（3ノックダウン：パンチ連打）   | ニュージャパンキックボクシング連盟「VORTEX I 〜旋風〜」 【NKBフェザー級タイトルマッチ】                                     | 2003年1月19日  |
| ○    | ペットマイ・シッアナンタレー         | 5R終了 判定3-0                            | ニュージャパンキックボクシング連盟「DREAM RUSH 8」                                                                          | 2002年11月3日  |
| ○    | TURBO                                | 5R終了 判定3-0                            | ニュージャパンキックボクシング連盟「DREAM RUSH 6」 【NKB統―トーナメント フェザー級王者決定戦】                              | 2002年9月8日   |
| ○    | 岩井伸洋                             | 5R終了 判定3-0                            | ニュージャパンキックボクシング連盟「DREAM RUSH 4」 【NKB統―トーナメント フェザー級 準決勝】                                 | 2002年5月12日  |
| ○    | 孫悟空丸山                           | 5R終了 判定3-0                            | ニュージャパンキックボクシング連盟「DREAM RUSH 2」 【NKB統―トーナメント フェザー級 1回戦】                                  | 2002年3月3日   |
| ×    | クルーノーイ・ソーキングスター       | 5R TKO                                    | タイ国国王誕生記念大会 | 2001年12月5日  |
| △    | チョンボップ・ギアットポルティップ   | 5R終了 判定0-0                            | ニュージャパンキックボクシング連盟「CHALLENGE TO MUAI-THAI 9」                                                              | 2001年9月8日   |
| ○    | カチャスック・ジャンボジム           | 4R 1:21 KO                                | ニュージャパンキックボクシング連盟「CHALLENGE TO MUAI-THAI 9」                                                              | 2001年6月24日  |
| ×    | デッカロン・ソー・スマリー           | 5R終了 判定0-2                            | ニュージャパンキックボクシング連盟「CHALLENGE TO MUAI-THAI 1」                                                              | 2001年1月26日  |
| ○    | コンキアト・シィチュントーイ         | 3R 0:47 KO（ミドルキック）                | ニュージャパンキックボクシング連盟「Millennium Wars 10」                                                                    | 2000年11月26日 |
| ○    | 中島昇                               | 5R終了 判定3-0                            | ニュージャパンキックボクシング連盟「Millennium Wars 5」 【NJKFバンタム級王座決定戦】                                        | 2000年7月7日   |
| ○    | 弘中史樹                             | 4R 0:11 KO                                | ニュージャパンキックボクシング連盟「Millennium Wars 3」                                                                     | 2000年5月7日   |
| △    | 弘中史樹                             | 5R終了 判定1-0                            | ニュージャパンキックボクシング連盟「Millennium Wars 1」 【NJKFバンタム級タイトルマッチ挑戦権決定戦】                        | 2000年1月29日  |
| ○    | 石田サトシ                           | 5R終了 判定2-0                            | ニュージャパンキックボクシング連盟「achievement 10」                                                                        | 1999年12月25日 |
| ○    | 新開実                               | 5R終了 判定2-1                            | ニュージャパンキックボクシング連盟「achievement 5」                                                                         | 1999年7月4日   |
| △    | 新美友恒                             | 3R終了 判定                               | ニュージャパンキックボクシング連盟                                                                                          | 1999年3月22日  |
| ○    | 平吹貴博                             | 3R終了 判定2-0                            | ニュージャパンキックボクシング連盟「Innovation 7」                                                                          | 1998年10月9日  |
| ○    | 大島健裕                             | 3R終了 判定                               | ニュージャパンキックボクシング連盟「Innovation 4」                                                                          | 1998年5月31日  |
| ○    | 宮本顕司                             | 3R終了 判定                               | ニュージャパンキックボクシング連盟                                                                                          | 1997年12月7日  |
| ○    | 高橋伸浩                             | 1R 1:35 KO                                | ニュージャパンキックボクシング連盟「真実の始まり8」                                                                         | 1997年7月21日  |

## 獲得タイトル
- プロキックボクシング
  - 第3代NJKFバンタム級王座（0度防衛）
  - 初代NKBフェザー級王座（1度防衛）
  - 第3代NKBライト級王座（0度防衛）
  - NJKFライト級王座（1度防衛）
  - 真王杯 60kg 優勝
  - 初代WFCAムエタイ世界ライト級王座（0度防衛）

## 受賞歴
- 1998年度新人賞（NJKF）
- 1999年度努力賞（NJKF）
- 2002年度技能賞（NJKF）
- 2003年度最優秀選手賞（NJKF）
- 2003年度格闘技通信賞（NJKF）
- 2003年度格闘Kマガジン賞（NJKF）
- 2003年度サムライティービー賞（NJKF）
- 2004年度最優秀選手賞（NJKF）
- 2004年度技能賞（NJKF）
- 2004年度格闘技通信賞（NJKF）
- 2006年度最優秀選手賞（NJKF）
- 2006年度格闘技通信賞（NJKF）
- 2006年度サムライティービー賞（NJKF）